# Homalium dalzielii
Homalium dalzielii là một loài thực vật thuộc họ Salicaceae. Loài này có ở Bénin và Nigeria.